# Волошинка
Воло́шинка (каз. Волошинка) — село у складі Єсільського району Північноказахстанської області Казахстану. Адміністративний центр Волошинського сільського округу.
Населення — 589 осіб (2021; 680 у 2009, 858 у 1999, 1181 у 1989).
Національний склад станом на 1989 рік:
- росіяни — 67 %
- казахи — 21 %.